# Amazonie bolivienne
L'Amazonie bolivienne est la partie du territoire bolivien située en Amazonie. Il s'agit de l'une des grandes régions écologiques du pays. Elle est située dans le grand ensemble des terres basses qui regroupe Chaco, Orient et Amazonie en opposition aux reliefs élevés de l'Altiplano occupant l'ouest du pays.

## Définition
La délimitation de cette région varie selon les interprétations. Au sens large, elle inclut l'ensemble du Beni et de Pando ainsi que le nord des départements de La Paz, de Cochabamba et de Santa Cruz soit une superficie de 280 120 km2 équivalent à 30 % du territoire bolivien. Dans cette acception on inclut de vastes zones qui ne sont pas couvertes de forêts mais de savanes largement consacrées à l'élevage bovin telles les pampas de Moxos. Selon une interprétation plus stricte, le qualificatif d'amazonien n'est applicable qu'au Pando, à la province de Vaca Diez dans le Beni et à celle d'Iturralde dans le département de La Paz au territoire est couvert par la forêt humide et dont l'économie repose presque entièrement sur l'exploitation des ressources forestières (noix du Brésil, grumes). Cette zone est aussi parfois considérée comme une sous-région de l'Amazonie bolivienne nommée Amazonie du nord.